# Врешович, Ян Вейхард
Ян Вейхард Врешович (Вжешчович) (чеш. Jan Vekart z Vřesovic; после 1623 — 28 августа или 10 сентября 1656) — чешский граф, шведский офицер в чине генерал-майора. Один из командиров во время Шведского потопа.

## Биография
Точная дата рождения Врешовича неизвестна. Сын Вильгельма Векарта, 1-го графа Врешовича, и Анны Людмилы Зальм (вероятно, из земли Рейнланд-Пфальц). Родители поженились в 1623 году.
В 1652 году граф Ян Вехард Врешович находился уже на польской службе и во время варшавского сейма был владельцем жупы соляной в Величке. Но вскоре из-за неполных платежей в королевскую казну граф лишился соляной жупы.
В 1655 году во время шведского вторжения в Польшу граф Ян Вейхард Врешович перешел на сторону шведов. Король Швеции Карл X Густав наградил его чином генерал-майора.
8-9 ноября 1655 года граф Врешович во главе небольшого отряда безуспешно пытался захватить и разграбить римско-католический монастырь Ясная Гора в Ченстохове. 29 февраля и 24 апреля 1656 года граф Врешович предпринял еще две попытки взять монастырь, но был отражен и вынужден отступить.
Летом 1656 года Врешович получил приказ выступить во главе шведско-немецкого (бранденбуржцы и саксонцы) отряда (ок. 800—2000 чел.) на помощь Калишу, осажденному польскими отрядами. Во время похода, 28 августа или 10 сентября, ночью под Любже отряд Врешовича был внезапно атакован полковником Анджеем Грудзинским. Шведский обоз был взят, а солдаты Врешовича понесли большие потери и рассеялись. Сам Ян Вейхард Врешович был убит окрестными крестьянами во время бегства с поля боя.
Персонаж Врешовича появился на страницах романа Генрика Сенкевича «Потоп», а также в его экранизации в 1974 году режиссёром Ежи Гофманом. В фильме роль графа Врешовича играет польский актёр Мечислав Войт.